# Сосновський район (Нижньогородська область)
Сосновський район (рос. Сосновский район) — адміністративно-територіальна одиниця (район) та муніципальне утворення (муніципальний район) у центральній частині Нижньогородської області Росії.
Адміністративний центр — робітниче селище Сосновське.

## Історія
Район було утворено 1935 року.

## Населення
| 1939    | 1959    | 1970    | 1979    | 1989    | 2002    | 2008    |
| ------- | ------- | ------- | ------- | ------- | ------- | ------- |
| 48 544  | ↘37 477 | ↘34 883 | ↘29 501 | ↘25 513 | ↘21 923 | ↘19 986 |
| 2009    | 2010    | 2011    | 2012    | 2013    | 2014    | 2015    |
| ↘19 643 | ↘19 546 | ↘19 504 | ↘19 343 | ↘19 014 | ↘18 896 | ↘18 686 |
| 2016    | 2017    |         |         |         |         |         |
| ↘18 407 | ↘18 118 |         |         |         |         |         |